# Капо

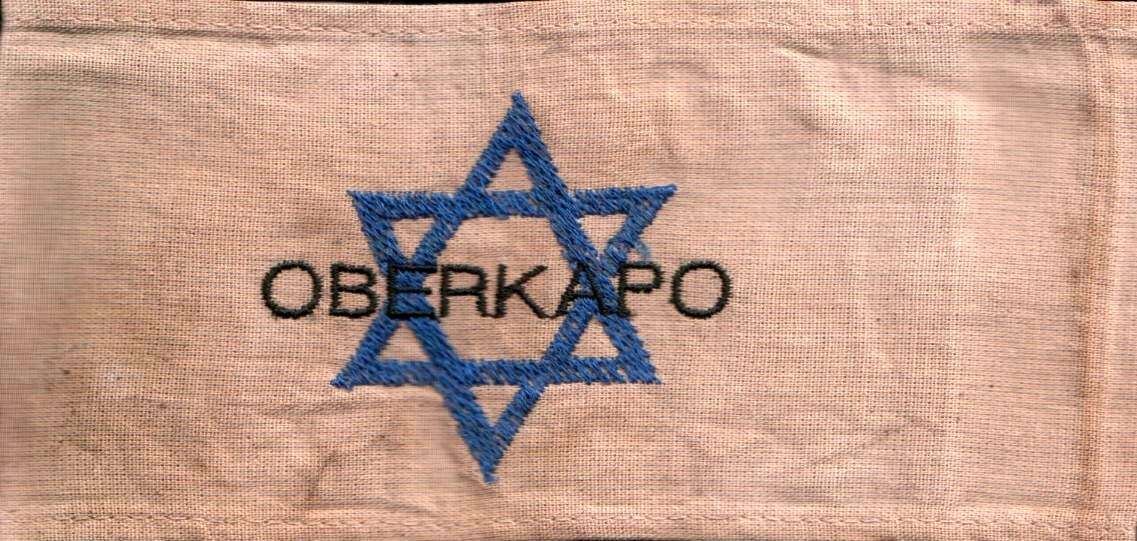
Нарукавна пов'язка табірного оберкапо.

Ка́по — ув'язнений німецького концентраційного табору, призначений СС для нагляду за примусовою працею інших ув'язнених та для виконання інших адміністративних завдань.
«Капо» називали категорію табірного активу, що знаходилася за ієрархією нижче оберкапо і вище за бригадирів, могли виконувати функції старости барака, наглядача. В німецьку мову слово було запозичене з італійської мови: (італ. il capo — голова) і вживалося у південній Німеччині. Перша офіційна посада капо була започаткована у Дахау. Великі табори мали також «оберкапо» — актив, вищий за статусом від звичайного капо. Актив капо поповнювався в основному за рахунок карних злочинців, особливо німців, рідше — «табірних ветеранів». Нерідко серед капо були гомосексуали, а також євреї, комуністи, «переміщені особи» з окупованих територій, які прагнули піднятися на вищий щабель табірної ієрархії. Через співпрацю з нацистською адміністрацією капо не користувалися пошаною, але мали владу над простими в'язнями.

## Роль у концтаборі
У широкому сенсі капо в нацистських концтаборах — це актив концентраційних таборів, привілейований прошарок в'язнів, що здійснював безпосередній, низовий контроль за повсякденним життям інших. Привілейоване становище капо підкреслювалося максимальною наближеністю умов їх життя і побуту до нормальних службовців: актив жив окремо від простих ув'язнених в опалюваній частині бараку, отримував посилене харчування (особливо завдяки можливості розподіляти продукти, що виділяються для всіх в'язнів, на свою користь), користувався цивільним одягом і добрим взуттям, мав можливість підтримувати власну чистоту і гігієну. В обмін на ці послаблення режиму нацистське керівництво концтаборів чекало від капо жорстоких і ефективних дій відносно простих в'язнів, підтримки жорстокої дисципліни, виконання робочих норм за допомогою залякування і насильства. Капо, як правило, були такими ж жорстокими до простих ув'язнених, як і нацистська охорона концтаборів.